# Richterago arenaria
Richterago arenaria là một loài thực vật có hoa trong họ Cúc. Loài này được (Baker) Roque mô tả khoa học đầu tiên năm 2001.